# Xanthorhoe alluaudi
Xanthorhoe alluaudi là một loài bướm đêm trong họ Geometridae.